# Stefan Larsson (regissör)
Hans Tage Stefan Larsson, född 19 juni 1964 i Hässelby, är en svensk skådespelare, regissör, manusförfattare och teaterchef. Han är gift med skådespelaren Jacqueline Ramel.

## Biografi
Larsson växte upp i arbetarmiljö i Hässelby men kom i kontakt med film (Träfracken 1966) och teater (Dramaten 1977) redan i små roller som barn. 1983 blev han, tillsammans med bland andra Mikael Persbrandt, utvald att gestalta en av figuranterna i Ingmar Bergmans uppmärksammade uppsättning av Shakespeares Kung Lear på Dramaten. Det skulle under 1980-talet följas av flera liknande uppdrag, ett antal världsturnéer och samarbeten med Bergman. Han fick även stora roller i filmer som 1939 (1989) och tv-serien Storstad (1990) och under 1990-talet medverkade han i ett flertal uppsättningar med fria teatrar som Teater Galeasen. Han har efterhand spelat ett antal större roller på Dramaten, Stockholms stadsteater, Riksteatern med flera, samt på film och tv.
Mest produktiv har Larsson har dock varit som regissör vid olika teatrar. Han regidebuterade 1997 på Teater Plaza med en uppsättning av Lars Noréns Rumäner. 1998 gjorde han sin första uppsättning, Närmanden av Patrick Marber, på Dramaten och våren 2000 fick han där sitt stora genombrott med den kritikerrosade uppsättningen av Henrik Ibsens Vildanden på Stora scen. Därefter har han kommit att bli en av Dramatens allra flitigast anlitade regissörer, inte minst med ett antal produktioner med anknytning till Ingmar Bergman; nyproduktion av Kung Lear 2003, scenversioner av Scener ur ett äktenskap och Höstsonaten 2009 och Fanny och Alexander 2012.
Han var konstnärlig ledare för Dramatens scen Elverket 2002–2009. Han har parallellt även varit teaterchef på några av Danmarks främsta teatrar: Aarhus Teater 2009–2013 samt på Betty Nansen Teatret i Köpenhamn 2015 till hösten 2016.
Stefan Larsson utsågs till teaterchef på Den Nationale Scene i Bergen där han tillträdde i januari 2020.

## Priser och utmärkelser
- 2012 – Litteris et Artibus

## Filmografi
- 1966 – Träfracken
- 1986 – White Lady
- 1988 – Vintervärme
- 1989 – 1939
- 1990 – Storstad (TV-serie)
- 1996 – Anna Holt – polis (TV-serie)
- 1996 – Grynnan (kortfilm)
- 1996 – Sånt är livet
- 1997 – Grötbögen
- 1997 – Beck – The Money Man
- 1997 – Personkrets 3:1 (TV-serie)
- 2001 – Anja (kortfilm)

### Manus
- 1996 – Grynnan (kortfilm)

## Teater

### Regi (ej komplett)
| År   | Produktion                                            | Upphovsmän                                               | Teater                                 |
| ---- | ----------------------------------------------------- | -------------------------------------------------------- | -------------------------------------- |
| 1997 | Rumäner                                               | Lars Norén                                               | Teater Plaza                           |
| 1998 | Närmanden                                             | Patrick Marber                                           | Dramaten                               |
| 1999 | Namnet                                                | Jon Fosse                                                | Stockholms stadsteater                 |
| 2000 | Vildanden                                             | Henrik Ibsen                                             | Dramaten                               |
| 2000 | Eftermiddag                                           | Jon Fosse                                                | Teaterhögskolan i Stockholm            |
| 2000 | Lyckta dörrar                                         | Jean-Paul Sartre                                         | Dramaten                               |
| 2001 | En blå apelsin                                        | Joe Penhall                                              | Dramaten                               |
| 2002 | Dröm om hösten                                        | Jon Fosse                                                | Dramaten                               |
| 2002 | Rus Brott och brott                                   | August Strindberg                                        | Dramaten                               |
| 2003 | Woyzeck                                               | Georg Büchner                                            | Dramaten                               |
| 2003 | Kung Lear King Lear                                   | William Shakespeare                                      | Dramaten                               |
| 2004 | Terrorism                                             | Oleg och Vladimir Presnjakov                             | Dramaten                               |
| 2004 | Paralysie Générale                                    | August Strindberg                                        | Dramaten                               |
| 2004 | Kuddmannen                                            | Martin McDonagh                                          | Dramaten                               |
| 2005 | Midvinter Midwinter                                   | Zinnie Harris                                            | Dramaten                               |
| 2005 | Vera                                                  | Kristina Lugn                                            | Dramaten                               |
| 2005 | Oscar och den rosa tanten Oscar et la Dame rose       | Éric-Emmanuel Schmitt(en)                                | Dramaten                               |
| 2006 | Bombad                                                | Sarah Kane                                               | Dramaten                               |
| 2006 | Lång dags färd mot natt Long Day's Journey Into Night | Eugene O'Neill                                           | Dramaten                               |
| 2007 | Hem till gården                                       | Sam Shepard                                              | Dramaten                               |
| 2007 | Före/Efter                                            | Roland Schimmelpfennig                                   | Teaterhögskolan i Luleå                |
| 2007 | Måsen Чайка, Tjajka                                   | Anton Tjechov                                            | Dramaten                               |
| 2008 | Den ömhet jag är värd                                 | Peter Birro                                              | Dramaten                               |
| 2008 | Nattverket – City                                     | Martin Crimp                                             | Dramaten                               |
| 2009 | Scener ur ett äktenskap                               | Ingmar Bergman                                           | Dramaten                               |
| 2009 | Höstsonaten                                           | Ingmar Bergman                                           | Dramaten                               |
| 2010 | Fanny og Alexander Fanny och Alexander                | Ingmar Bergman                                           | Aarhus Teater                          |
| 2010 | En familj – August Osage County August Osage County   | Tracy Letts                                              | Dramaten                               |
| 2011 | Hamlet                                                | William Shakespeare                                      | Aarhus Teater                          |
| 2012 | Fanny och Alexander                                   | Ingmar Bergman                                           | Dramaten                               |
| 2013 | Farliga förbindelser Dangerous Liasions               | Christopher Hampton                                      | Dramaten                               |
| 2013 | Andra ökenstäder Other Desert Cities                  | Jon Robin Baitz                                          | Dramaten                               |
| 2014 | Rickard III Richard III                               | William Shakespeare                                      | Dramaten                               |
| 2014 | Rosmerholm                                            | Henrik Ibsen                                             | Dramaten                               |
| 2014 | Dödsdansen                                            | August Strindberg                                        | Maximteatern                           |
| 2015 | Markisinnan de Sade Sado köshaku fujin                | Yukio Mishima                                            | Dramaten                               |
| 2018 | Höst och vinter                                       | Lars Norén                                               | Dramaten                               |
| 2019 | Linje Lusta A Streetcar Named Desire                  | Tennessee Williams Översättning Einar Heckscher          | Dramaten                               |
| 2020 | Katt på hett plåttak Cat on a Hot Tin Roof            | Tennessee Williams                                       | Maximteatern/ Kulturhuset Stadsteatern |
| 2023 | Lille Eyolf                                           | Henrik Ibsen Översättning och bearbetning Stefan Larsson | Dramaten                               |
| 2024 | Lazarus                                               | David Bowie och Enda Walsh Översättning Stefan Larsson   | Göta Lejon                             |
| 2024 | Löftet                                                | Mats Larsson Gothe och Susanne Marko                     | Kungliga Operan                        |

### Roller (ej komplett)
| År   | Roll                     | Produktion                                                                                          | Regi             | Teater          |
| ---- | ------------------------ | --------------------------------------------------------------------------------------------------- | ---------------- | --------------- |
| 1988 | Tiggare                  | Tolvskillingsoperan (Die Dreigroschenoper) Bertolt Brecht och Kurt Weill                            | Peter Langdal    | Dramaten        |
| 1995 |                          | Änglar, eller Soporna, staden och döden (Der Müll, die Stadt und der Tod ) Rainer Werner Fassbinder | Rickard Günther  | Teater Galeasen |
| 1999 | Christian de Neuvillette | Cyrano de Bergerac Edmond Rostand                                                                   | Ronny Danielsson | Dramaten        |
| 2003 | Edgar                    | Kung Lear (King Lear) William Shakespeare                                                           | Stefan Larsson   | Dramaten        |
| 2007 | Trigorin                 | Måsen (Чайка, Tjajka) Anton Tjechov                                                                 | Stefan Larsson   | Dramaten        |
| 2012 | Biskop Edvard Vergérus   | Fanny och Alexander Ingmar Bergman                                                                  | Stefan Larsson   | Dramaten        |
| 2016 | Biskop Edvard Vergérus   | Fanny och Alexander Ingmar Bergman                                                                  | Stefan Larsson   | Dramaten        |
| 2022 | Jonas                    | Så enkel är kärleken Lars Norén                                                                     | Eva Dahlman      | Maximteatern    |

## Radioteater
- Schakt av Kurt Öberg på Radioteatern SR P1, 1995. I Regi: Peter Luckhaus. Övriga roller: Mikael Persbrandt och Annika Wallin.

### Fotnoter
1. 1 2 3  ”Stefan Larsson”. Svensk Filmdatabas. http://www.sfi.se/sv/svensk-filmdatabas/Item/?type=PERSON&itemid=66590&iv=OVERVIEW. Läst 22 augusti 2012.
2. ↑  ”Stefan Larsson”. Dramaten. Arkiverad från originalet den 2 september 2012. https://web.archive.org/web/20120902005423/http://www.dramaten.se/Dramaten/Medverkande/Regissorer/Larsson-Stefan/. Läst 22 augusti 2012.
3. ↑  Svenska Dagbladet 12 januari 2016, "Stefan Larsson lämnar Betty Nansen Teatret"
4. ↑  Stefan Larsson blir teatersjef på DNS Arkiverad 19 september 2018 hämtat från the Wayback Machine., Den Nationale Scene (läst 19 september 2018)
5. ↑  SvD - Recension: Fanny och Alexnader (120212)
6. ↑  SvD - Recension: Farliga förbindelser (130210)
7. ↑  ”Lazarus”. Göta Lejon. https://www.gotalejon.se/lazarus. Läst 21 mars 2024.
8. ↑  Leif Zern (15 januari 1995). ”Glasklar tolkning av dunkelt verk”. Dagens Nyheter. https://www.dn.se/arkiv/teater/glasklar-tolkning-av-dunkelt-verk/. Läst 2 april 2018.